# Селеево (Смоленская область)
Селеево — деревня в Вяземском районе Смоленской области России. Входит в состав Новосельского сельского поселения. Население — 13 жителей (2007 год). 
Расположена в восточной части области в 8 км к северо-востоку от Вязьмы, в 0,1 км севернее автодороги М1 «Беларусь». В 3,5 км севернее деревни расположена железнодорожная станция Подъёлки на линии Москва — Минск. 

## История
В годы Великой Отечественной войны деревня была оккупирована гитлеровскими войсками в октябре 1941 года, освобождена в марте 1943 года.